# 시나위 (밴드)
시나위(Sinawe)는 신중현의 장남이자, 기타리스트 신대철이 이끄는 대한민국의 록 밴드이다.임재범, H2O의 주축멤버인 강기영, 김종서, 서태지, 김바다 등 많은 음악가들이 거쳐간 밴드이기도 하다.

## 구성원
- 신대철 - 리더, 기타(전기 기타)
- 김종서 - 보컬
- 달파란(강기영) - 베이스
- 김민기 - 드럼
- 임재범 - 보컬
- 김바다 - 보컬 (1996년 ~ 2000년/2015~2016)

### 전 구성원
- 1집 Heavy Metal Sinawe (1986년)

신대철(기타), 임재범(보컬), 박영배(베이스), 강종수(드럼), 김형준(키보드)
오리지널 베이시스트인 강기영은 1집 앨범의 레코딩 중에 잠시 탈퇴했다. 임재범 또한 레코딩 직후 군입대를 위해 탈퇴하게 된다.
- 2집 Down and Up (1987년)

신대철(기타), 김종서(보컬), 강기영(베이스), 김민기(드럼)
김종서는 임재범 가입 이전, 잠시 부활의 전신이었던 THE END의 보컬리스트였고 드러머 김민기의 중학교(연서) 동창인 탁재훈이 김민기를 통해 해당 그룹 멤버들을 알았으며 김종서의 매니저가 되고 싶어 했었다.
- 신중현 리메이크 (1988년)

신대철(기타), 김종서(보컬), 김영진(베이스), 김민기(드럼)
레코드사 이적 과정에서 계약 이행을 위해 급조된 앨범으로 신중현의 곡들을 다수 리메이크하였다. 멤버들이 언급을 꺼려하는 앨범이다.
- 3집 Freeman (1988년)

신대철(기타), 김성헌(보컬), 김영진(베이스), 김민기(드럼)
- 4집 1990 (1990년)

신대철(기타), 김종서(보컬), 서태지(베이스), 오경환(드럼)
이 앨범을 내고 시나위는 잠시 해체하게 된다. 해체 후 신대철은 김영진, 오경환과 함께 '자유'라는 그룹을 조직해 활동했고, 김종서, 서태지는 각자의 길을 걷게 되어 큰 성공을 거두게 된다.
- 5집 매맞는 아이 (1995년)

신대철(기타), 손성훈(보컬), 정한종(베이스), 신동현(드럼)
오랜 공백 이후 완전히 새로운 멤버로 재결성하여 제작한 앨범이다.
- 5.5집 Circus (1996년)

신대철(기타), 김바다(보컬, 기타), 정한종(베이스), 신동현(드럼)
5집 녹음 직후 보컬 손성훈이 후두염으로 인하여 밴드 탈퇴 후 솔로로 전향하자 김바다를 맞아들여 만든 EP이다. 이 라인업은 김종서가 재직하던 시절 이후 가장 오래 지속된 라인업으로 시나위의 제2의 전성기를 가능케 하였다.
- 6집 은퇴선언 (1997년)

신대철(기타), 김바다(보컬, 기타), 정한종(베이스), 신동현(드럼)
- 7집 Psychedelos (1998년)

신대철(기타), 김바다(보컬, 기타), 김경원(베이스), 신동현(드럼)
- 7.5집 미니앨범 (2000년)

신대철(기타), 김용(보컬), 김경원(베이스), 신동현(드럼)
- 8집 Cheerleading Fan - Sinawe Vol.8 & English Album (2001년)

신대철(기타), 김용(보컬), 김경원(베이스), 신동현(드럼)
- 9집 Reason Of Dead Bugs (2006년)

신대철(기타), 강한(보컬), 이경한(베이스), 이동엽(드럼)
- 9.5집 Mirrorview (2013년 7월 31일)

신대철(기타), 김정욱(베이스)
객원 : 제이크장(기타), 신석철(드럼), 양혜승(드럼, 피아 멤버), 숀(신시사이저&건반, 칵스 멤버), 우상석(하모니카)
보컬참여 : 박근홍(게이트플라워즈), 옥요한(피아), 주강훈(블랙독), 배인혁(로맨틱펀치), 이혁(내 귀에 도청장치)

## 음반 목록

### 정규 앨범
- 1집 Heavy Metal Sinawe (1986년)
- 2집 Down and Up (1987년)
- 3집 Freeman (1988년)
- 4집 Four (1990년)
- 5집 Sinawe 5 (1995년)
- 6집 Sinawe 6 (1997년)
- 7집 Psychodelos (1998년)
- 8집 Cheerleading Fan - Sinawe Vol.8 & English Album (2001년 11월 2일)
- 9집 Reason Of Dead Bugs (2006년 4월 4일)

### 미니 앨범
- 5.5집 Circus (1996년)
- 7.5집 미니앨범 (2000년 6월 23일)
- Mirrorview (2013년 7월 31일)

### 컴필레이션
- 베스트 컬렉션 (1988년 6월)

### 헌정 앨범
- A Tribute To 신중현 (1997년)
- 77 99 22 (1999년 9월)

### 리메이크 앨범
- 신중현 리메이크 (1988년 6월 20일)

### 참여 앨범
- 영화 라디오 스타 OST (2006년 10월 13일)

## 같이 보기
- K-rock
- 부활 (밴드)